# Louis Lecoin
Louis Lecoin, né le 30 septembre 1888 à Saint-Amand-Montrond et mort le 22 juin 1971 à Pavillons-sous-Bois, est un militant pacifiste et anarchiste français. Il est à l'origine de la fondation de l'Union pacifiste de France.
Correcteur d’imprimerie et militant syndicaliste révolutionnaire, défenseur de l’objection de conscience, il passe douze années de sa vie en prison pour ses idées.

## Une jeunesse insoumise
Fils de Jean Lecoin, journalier, et de Françoise Vacher, Louis Lecoin est issu d'une famille très pauvre, de parents illettrés : il ne possédait lui-même qu'un certificat d'études primaires. Il devint correcteur d'imprimerie après avoir exercé les professions de manœuvre, jardinier, cimentier et avoir été aussi mendiant. Il se lia avec une travailleuse des PTT, Marie Émilie Morand, jusqu'à la mort de celle-ci en 1956.
Jeune recrue en octobre 1910 pendant le gouvernement Aristide Briand, il reçut l'ordre avec son régiment d'aller réprimer une grève de cheminots en gare de Cosne. Il refusa, ce qui lui valut six mois de prison pour « refus d'obéissance à l'intérieur de l'armée », par le conseil de guerre siégeant à Bourges le 15 novembre. Démobilisé en 1912, il alla à Paris et devint, après avoir pris contact avec les milieux libertaires, secrétaire de la Fédération anarchiste communiste.

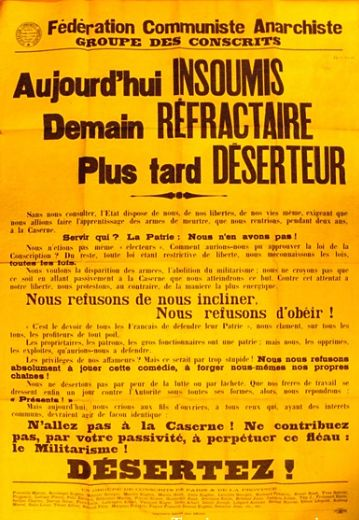
L'affiche du Groupe des conscrits de la Fédération communiste anarchiste, octobre 1912.

En octobre 1912, une quarantaine de jeunes militants libertaires refusent publiquement la conscription et se réfugient à l’étranger. La Fédération communiste anarchiste couvre de son sigle leur manifeste reproduit sur 2 000 affiches et 80 000 tracts, intitulé « Aujourd'hui insoumis, demain réfractaire, plus tard déserteur ». Louis Lecoin avec Pierre Ruff assument les poursuites judiciaires et le 14 novembre, Lecoin prononce de surcroît un discours appelant au sabotage de la mobilisation dans un meeting. Il est condamné le 19 décembre 1912 à cinq ans de prison pour « provocation au meurtre, à l'incendie et au pillage »,.
Libéré en novembre 1916, il reçoit son ordre de mobilisation immédiat pour Bourges dans une section disciplinaire de l’armée. Il se réfugie alors chez l’anarchiste Georges Reimeringer non sans avoir adressé au gouvernement militaire de Paris une lettre dans laquelle il l’informait de son refus d’être incorporé.
Insoumis, il ne se cache pas et fait montre au contraire d’une grande activité. Avec Pierre Ruff et Claude Content, il rédige un tract signé du Libertaire et intitulé « Imposons la paix ». Il le distribue seul à Belleville le 11 décembre, ce qui entraîne immédiatement son arrestation puis celle de ses deux camarades. Tous trois comparaissent le 5 mars 1917 devant la 10e chambre du Tribunal correctionnel pour « propos alarmistes » et sont condamnés : Lecoin et Ruff à un an de prison et 1 000 francs d’amende, Content à 6 mois de prison et 500 francs d’amende. En outre, il est condamné 18 mois supplémentaires pour trouble à l'ordre public, sans même pouvoir s'exprimer. Il sera libéré en 1920, bénéficiant d'une grâce.

## Syndicaliste révolutionnaire et libertaire
En 1921, présent au congrès de la CGT à Lille, devant les menaces des « gros bras » de la direction, il tira en l'air avec son revolver pour que les syndicalistes révolutionnaires puissent s'exprimer. Il héberge également en 1921 Germaine Berton.
Il mena deux combats qui eurent des retentissements dans le monde entier.
- Le premier fut de défendre en 1926 trois militants de la Confédération nationale du travail espagnole, Buenaventura Durruti, Gregorio Jover et Francisco Ascaso demandés par l'Argentine et l'Espagne dictatoriale, qui les accusait d'avoir préparé un attentat contre le roi espagnol Alphonse XIII dont on annonçait une visite en France. Ils furent arrêtés en France pour port d'armes prohibées. Lecoin monta un Comité du droit d'asile et saisit la Ligue des droits de l'homme. L'extradition des trois hommes n'eut pas lieu.
- Le deuxième fut en faveur de Nicola Sacco et Bartolomeo Vanzetti, exécutés aux États-Unis le 23 août 1927. Lecoin fit un coup d'éclat peu de temps après au sein du congrès de l'American Legion (regroupant les anciens combattants américains de la Première Guerre mondiale). Après avoir infiltré les lieux au prix d'un déguisement de militaire (car Lecoin était suivi par la police), il s'installa au sein du congrès. Le président prit la parole, Lecoin se leva et répéta trois fois « Vivent Sacco et Vanzetti ! ». Il fut arrêté. Mais le ministre de l'Intérieur dut rapidement le remettre en liberté: toute la presse avait pris fait et cause pour Sacco et Vanzetti et donc pour Louis Lecoin, secrétaire du Comité de défense.

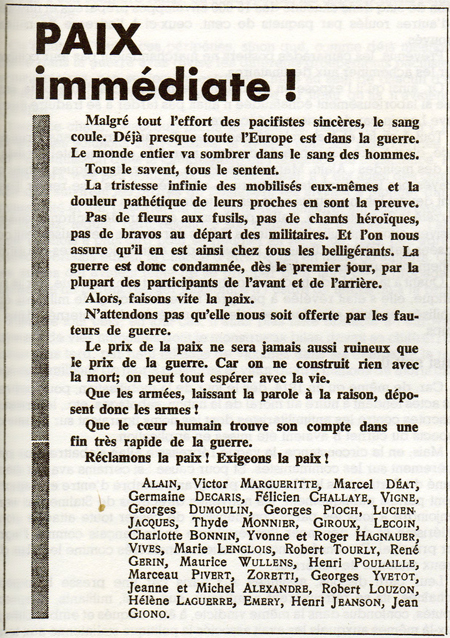
Louis Lecoin 13 septembre 1939

Dès la déclaration de la Seconde Guerre mondiale, en septembre 1939, Louis Lecoin rédigea un tract intitulé « Paix immédiate », distribué à 100 000 exemplaires avec l'aide de Nicolas Faucier et Albert Dremière. Il obtint la signature de 31 pacifistes de gauche comme Marcel Déat, Alain, Jean Giono, Félicien Challaye, Victor Margueritte, Henri Jeanson, Marceau Pivert, Georges Pioch, Ludovic Zoretti, Léon Émery, Georges Dumoulin. Une enquête pour infraction au décret-loi du 1er septembre 1939 interdisant les actes pouvant porter atteinte au moral de l'armée et de la population fut ouverte par le tribunal militaire de Paris. Le juge, le capitaine Marchat, convoqua Lecoin et les signataires, qui souvent se désolidarisèrent de Lecoin et du tract. Lecoin est défendu par Me Alexandre Zévaès. Arrêté à Angers, il est incarcéré à la prison de la Santé début octobre 1939, alors que la plupart des autres signataires n'étaient qu'inculpés, puis il est évacué au Camp de Gurs. Il ne retrouva la liberté que le 25 août 1941 avec des pacifistes « qui n'avaient commis d'autre crime que d’être contre la guerre voulue par les Anglais, par Staline et par la clique de leurs valets, indûment préposée au gouvernement de la France. », selon Marcel Déat dans le journal L’Œuvre, qu'il dirige alors. Déat avait signé le tract et était devenu collaborationniste.
Lecoin travailla ensuite comme employé, contrôleur, dans les restaurants communautaires, avant d’être correcteur jusqu'à la fin de la guerre.

## Objection de conscience
Après la Seconde guerre mondiale, il fonde le comité de soutien à Garry Davis pour créer une citoyenneté mondiale.
Il crée le Comité de patronage et de secours aux objecteurs de conscience (CPSOC), puis le mensuel Liberté (en 1958), consacré à la défense des objecteurs de conscience et à la lutte pour un statut légal pour ceux-ci. Le CPSOC est soutenu par douze personnalités, dont Albert Camus, André Breton, Jean Cocteau, Jean Giono et l'abbé Pierre.
À l’automne 1958, le projet est étudié officieusement par le gouvernement et dix objecteurs ayant accompli au moins cinq ans de leur peine, sont libérés. Mais face à l’hostilité de l’armée, le gouvernement tergiverse. Le 1er juin 1962, Louis Lecoin entame une grève de la faim à l'âge de 74 ans. Il est notamment soutenu par Le Canard enchaîné où Henri Jeanson interpella les intellectuels par un retentissant « Holà ! Les Grandes Gueules ! Laisserez-vous mourir Louis Lecoin ? »,. Le 15 juin il est admis de force à l’hôpital. Le soir même, 28 objecteurs sont libérés. Cinq personnes entament une grève de la faim à l'aéroport d'Orly. Le 22 juin, le Premier Ministre Georges Pompidou lui transmet la promesse qu'un projet de loi va être soumis au Parlement. Lecoin quitte l’hôpital le 5 juillet.

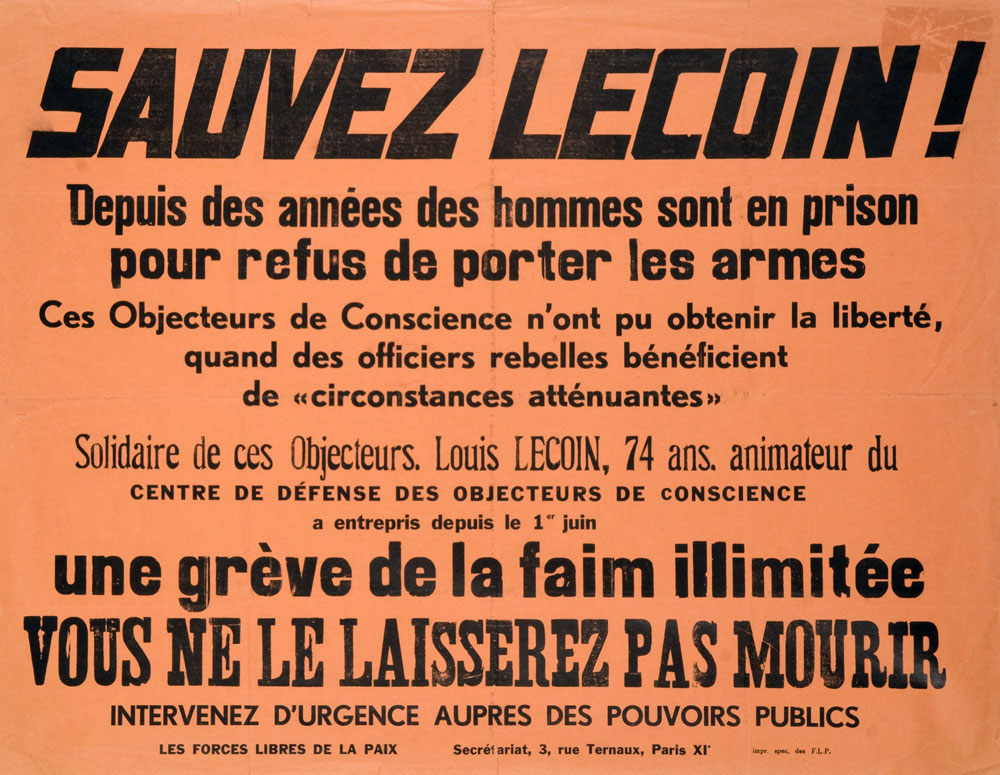
Statut pour les objecteurs de conscience juin 1962

Il faut néanmoins une nouvelle mobilisation en février et mars 1963, dont une pétition de personnalités, pour que le projet soit effectivement étudié durant l’été 1963. Lecoin menace de reprendre sa grève de la faim et le statut, amendé, est adopté le 11 décembre 1963 à l’Assemblée nationale et le statut promulgué par la loi du 21 décembre 1963. Tous les objecteurs de conscience sont libérés. Le droit à l'objection de conscience n'est cependant reconnu qu'à des conditions très restreintes.
Son nom est proposé pour le prix Nobel de la paix en 1964 mais il demande son retrait afin de laisser plus de chances à Martin Luther King.
En avril 1966, il obtient, à égalité avec Jean Rostand, le « Nobel du Canard ».

## Louis Lecoin et Bernard Clavel
L'écrivain Bernard Clavel a écrit de nombreux articles dans la revue créée par Louis Lecoin l'Union pacifiste de France ainsi qu'une préface de ses écrits et cet hommage qu'il lui rend dans son essai Le Silence des armes.
Pour Bernard Clavel, Louis Lecoin est à l'image de Gandhi et de Martin Luther King : un héros de son temps et surtout un exemple. « Toute sa vie témoigne de sa vertu, de sa valeur, de sa grandeur d'âme et de son désintéressement total de ce qui n'est pas directement lié au combat pour la justice et pour la paix. » Son combat, ce n'est pas seulement l'objection de conscience en tant que telle, c'est aussi « celui du bon sens contre l'absurdité, de l'intelligence contre la sottise, de l'honnêteté contre la corruption, de la pureté contre le vice. »
Ce qui frappait d'abord dans cet homme d'aspect chétif, c'était son regard bienveillant, son humanité : « il portait le monde en son cœur et c'était en regardant au-dedans de lui qu'il en avait la vision la plus sensible, la plus chargée d'affection. » Toute sa vie, il a lutté contre la guerre, demandant à Pierre Mendès France en 1954 de supprimer l'armée et il n'aura pas de mots assez durs pour dénoncer son rôle néfaste et sa logique de guerre.
Bernard Clavel qui l'a très bien connu, l'a soutenu dans son combat et lui a dédié son roman Le Silence des armes où il dénonce la guerre, les massacres et la torture en Algérie. Ce roman a suscité bien des réactions et des polémiques qui ont incité Clavel à répondre par sa longue Lettre à un képi blanc.
C'était un homme d'une tolérance infinie, « une vertu à laquelle il attachait beaucoup de prix. » Bien que considéré comme athée, il appliquait à la lettre le précepte du Décalogue "Tu ne tueras point", ainsi que celui de non-violence de Jésus-Christ, "Qui combat par les armes périra par les armes". Poussant jusqu'au bout ses convictions, il a réussi à faire plier le général de Gaulle lui-même, arrachant à force d'acharnement le statut d'objecteur de conscience. S'il a vaincu, il est arrivé à ce résultat avec pour seule arme, son courage et sa foi.
À l'automne 1967, Bernard Clavel propose à son ami Louis d'être à la tête d'un comité pour promouvoir le désarmement unilatéral. Ils fondent, avec Pierre-Valentin Berthier, Max-Pol Fouchet, Jean Gauchon, Henri Jeanson, Alfred Kastler, Théodore Monod, Yves Montand, Simone Signoret, Raymond Rageau et bien d'autres, le Comité pour l'extinction des guerres.
Le 22 juin 1971, Louis Lecoin meurt d'une embolie pulmonaire. Auparavant, il avait confié à l'Union Pacifiste le soin de mener son dernier combat.

## Œuvres
- De prison en prison (édité à compte d'auteur, Paris), 1946 (OCLC 83876403) (BNF 36254712)
- Le cours d'une vie (édité à compte d'auteur, Paris), 1965, (OCLC 8323032) (BNF 33074086)
- La Nation face à l'armée (OCLC 78631444)
- Écrits de Louis Lecoin (Union pacifiste, Paris), 1974, (OCLC 122408440)

### Ouvrage collectif
- Paul Savigny, Louis Lecoin, Émile Cottin, Alphonse Barbé, Eugène Bevent, Les Anarchistes et le cas de conscience, Éditions de la Librairie Sociale, 1921, [lire en ligne].

## Citations
- « Si un bon révolutionnaire doit demeurer insensible à la souffrance qu'il voit ou devine, je suis un mauvais révolutionnaire car ce n'est pas moi qui souhaiterai jamais que les régimes abhorrés accumulent plus d'horreurs pour pouvoir rassembler plus d'arguments contre eux. »
- « Je pense fermement qu'un homme peut et doit se refuser à en assassiner d'autres… Je suis logique avec mes idées et reste d'accord avec mon cœur qui souffre au spectacle de ces laideurs et avec ma conscience qui s'indigne que des individus accumulent tant de misères. »
- « Alors que tenter pour que la vie devienne moins sale s’il nous faut désespérer d’améliorer les hommes ? Que tenter pour que la paix coule de source sur notre terre desséchée par les guerres et les innombrables conneries de ses habitants ? »
- « Tout ! Pour la paix, c’est très simple : rendre les hommes pacifistes même malgré eux. Les empêcher d’entrer en guerre en supprimant auparavant leurs armées et leurs armements. » (Liberté, 1er février 1970)
- « S'il m'était prouvé qu'en faisant la guerre mon idéal avait des chances de prendre corps, je dirais quand même non à la guerre. Car on n'élabore pas une société humaine sur des monceaux de cadavres. ».

## Hommages
Il existe une avenue Louis-Lecoin à Vauréal et une allée Louis Lecoin à Dreux.
Dans sa ville natale, Saint-Amand-Montrond un buste se trouve dans un des parcs de la ville.

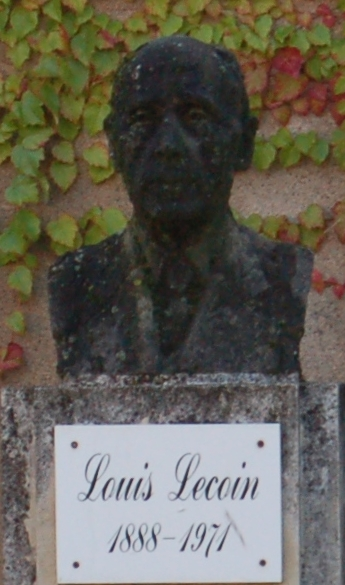
Buste de Louis Lecoin dans sa ville natale de Saint-Amand-Montrond.

Il y a une plaque sur sa maison de naissance.

### Archives
- Inventaire du fonds d'archives de Louis Lecoin conservé à La contemporaine

### Documentaires
- Jean Desoilles, Louis Lecoin, le cours d'une vie, 63 min, Paris, Éditions du Monde libertaire, 1965, notice
- Clémentine Portier-Kaltenbach, « Louis Lecoin, enfermé pour ses idées » , sur Europe 1, 18 mars 2022 (consulté le 20 mars 2022)

### Notices
- Ressource relative à la vie publique :   - Maitron
- Notices d'autorité :   - VIAF
  - ISNI
  - BnF (données)
  - IdRef
  - LCCN
  - GND
  - Belgique
  - Israël
  - NUKAT
  - Catalogne
- Dictionnaire biographique du mouvement ouvrier français, « Le Maitron » : notice biographique
- L'Éphéméride anarchiste : notice biographique
- Centre international de recherches sur l'anarchisme : notice bibliographique